# Éric de Rus
Éric de Rus, né le 29 juillet 1970 à Toulouse, est un écrivain, poète et philosophe français. Il a publié de nombreux ouvrages principalement sur la pensée de la carmélite Edith Stein et l'expression poétique de la présence.

## Biographie

### Famille et formation
Éric de Rus naît le 29 juillet 1970 à Toulouse. Il est titulaire en 2001 d'un diplôme d'études approfondies (DEA) de philosophie, obtenu à l'université Toulouse Le Mirail 2. En 2008, il est reçu 6e sur 16 au concours de l'agrégation de philosophie.
Le 30 novembre 2018, il obtient le doctorat de philosophie après avoir soutenu la thèse Anthropologie phénoménologique et théorie de l'éducation dans l'œuvre d'Edith Stein, devant un jury présidé par le philosophe Emmanuel Cattin,.
Il est marié, autiste Asperger et HPI,.

### Parcours professionnel
Éric de Rus enseigne la philosophie au centre Madeleine-Daniélou, lycée privé sous contrat à Rueil-Malmaison (Hauts-de-Seine), puis au lycée Saint-Joseph La Salle, lycée privé sous contrat à Toulouse (Haute-Garonne).
En 2023, il est qualifié aux fonctions de maître de conférences en philosophie par le Conseil national des universités (CNU).

## Publications
Les publications d'Éric de Rus concernent principalement la pensée d'Edith Stein.
- Intériorité de la personne et éducation chez Edith Stein, Éditions du Cerf, 2006  (ISBN 978-2-20408-1-153).
Recension dans la Revue philosophique de Louvain, [présentation en ligne].
- Éric de Rus (préf. Marguerite Léna), L'art d'eduquer selon Edith Stein : anthropologie, éducation, vie spirituelle, Paris, Cerf, 2008, 241 p., 22 cm (ISBN 978-2-204-08606-6, OCLC 954904404)
- Le chant du feu ou le vacillement de la parole, préface d'André Gouzes, Biarritz, Atlantica, 2009  (ISBN 978-2-75880-277-8).
- L'Art et la vie, entretien avec Mireille Nègre, Éditions du Carmel , 2009  (ISBN 978-2-84713-1-321), (OCLC 690382364).
Recension de Jean Radermakers dans la Nouvelle Revue théologique, [présentation en ligne].
- La personne humaine en question : pour une anthropologie de l'intériorité, Éditions du Cerf, 2011  (ISBN 978-2-20409-3-064).
- Quand la vie prend corps : essai à deux voix avec Mireille Nègre, préface de sœur Marie Keyrouz, Éditions du Cerf, 2012  (ISBN 978-2-20409-698-0).
- Une existence épiphanique. Cristina Kaufmann (1939-2006), Paris, Ad Solem, 2013  (ISBN 979-1-09081-917-7).
- Le cœur épousé : suivi de la présence et le geste, Ad Solem, 2012  (ISBN 978-2-94040-2-441).
- Vivre en incandescence, préface de Nicolas Buttet, Ad Solem, 2014  (ISBN 979-1-09081-966-5).
- La vision éducative d'Édith Stein: approche d'un geste anthropologique intégral, Éditions Salvator, 2014  (ISBN 978-2-70671-171-8).
- La Présence. Une expérience poétique, Toulouse, Mélibée, 2017  (ISBN 978-2-37631-097-6).
- Un souffle de beauté, avec Mireille Nègre, Saint-Léger Éditions, 2017  (ISBN 978-2-36452-297-8).
- Quand l'exil devient envoi. Sur le réalisme mystique de Thérèse d'Avila, Éditions Universitaires Européennes, 2018  (ISBN 978-6-13842-550-2)
- La parole ardente : pour une poétique de la présence, Saint-Léger Éditions, 2018  (ISBN 978-2-36452-358-6).
Recension sur le site de l'Église catholique en France, [présentation en ligne]
Recension du philosophe Jean-François Lavigne, [présentation en ligne].
- Anthropologie phénoménologique et théorie de l'éducation dans l'œuvre d'Edith Stein, Éditions du Cerf, 2019  (ISBN 978-2-20413-655-6).
Recension sur le site de l'université catholique du Chili, [lire en ligne].
- Prêter voix : un chemin de création à l'école d'Édith Stein, Saint-Léger Éditions, 2020  (ISBN 978-2-364-52649-5).
Recension de Marie-Jeanne Coutagne dans la Nouvelle Revue théologique, [présentation en ligne].
- La brisure et l'envol. Fragments d'une traversée intérieure, Saint-Léger Éditions, 2021  (ISBN 978-2-36452-790-4).
- La grâce d'altérité : récit, Éditions Salvator, 2023  (ISBN 978-2-70672-498-5)
- Cet amour inconnu d'où monte la parole, Saint-Léger Éditions, 2023  (ISBN 978-2-36452-957-1).
- L'autisme, une autre façon d'être au monde. Mon voyage en neurodiversité, Éditions Salvator, 2025  (ISBN 978-2-70672-803-7).